# 唧筒座α
唧筒座α（α Ant）是唧筒座的最亮星，但是没有传统名称。它距离太阳系大约370光年。它是一个K型巨星，视星等在4.22至4.29间变化。该星有2.2太阳质量，已经膨胀到43倍太阳半径。与太阳相比，它氢氦以外元素的丰度只有太阳的41%。